# Övre Arvträsket
Övre Arvträsket är en sjö i Lycksele kommun i Lappland och ingår i Umeälvens huvudavrinningsområde. Sjön har en area på 2,91 kvadratkilometer och ligger 213 meter över havet. Övre Arvträsket ligger i Vindelälven Natura 2000-område. Sjön avvattnas av vattendraget Arvån.

## Delavrinningsområde
Övre Arvträsket ingår i det delavrinningsområde (716655-165072) som SMHI kallar för Utloppet av Övre Arvträsket. Medelhöjden är 237 meter över havet och ytan är 16,03 kvadratkilometer. Räknas de 18 avrinningsområdena uppströms in blir den ackumulerade arean 168,8 kvadratkilometer. Arvån som avvattnar avrinningsområdet har biflödesordning 3, vilket innebär att vattnet flödar genom totalt 3 vattendrag innan det når havet efter 144 kilometer. Avrinningsområdet består mestadels av skog (81 procent). Avrinningsområdet har 2,91 kvadratkilometer vattenytor vilket ger det en sjöprocent på 18,1 procent.